# S.i.S
 S.i.S，2020年成立的中國内地女子演唱组合，組合內3名成員皆出自于腾讯视频節目《明日之子水晶时代》。成员包括Nono洪一诺、Veegee徐若侨、Pam徐嘉琳，并于2020年1月1日宣布正式出道。
團名S.i.S是英文“姐妹”Sister的缩写，代表着三位女生如姐妹一般的情感。

## 成员
| 艺名 （本名）            | 英文名字                             | 出生日期 出生地                  |
| ------------------------ | ------------------------------------ | -------------------------------- |
| 洪一诺                   | Nono                                 | 2000年4月22日 · 中国浙江省杭州市 |
| 徐若侨 （徐文洁）        | Veegee                               | 1999年6月3日 · 中国上海市        |
| 徐嘉琳 （帕米甘·素莎薇） | Pam （Pamiga Sooksawee、เปมิกา สุขสวี） | 1997年7月11日 · 泰國             |

## 音乐作品

### 專輯
| 發行順序 | 專輯資料                                                              | 曲目                                      |
| 1st      | 《朝酒晚舞》 - 發行日期：2021年4月9日 - 唱片公司： - 類型：錄音室專輯 | 曲目 1. Last Song 2. 朝酒晚舞 3. 落日循環 |

### 单曲
| 年份   | 日期     | 歌曲名稱 | 作詞         | 作曲                                          | 备注                         |
| 2020年 | 1月1日   | My Dear  | 曾轶可       | 赵泳鑫                                        | 出道问候曲                   |
| 2020年 | 4月3日   | 不鸽主义 | 严艺丹、焦东 | Wyatt Sanders/DeRosa, Samantha/Larus Arnarson | 四季单曲NO.1-春日单曲        |
| 2020年 | 7月10日  | 大胆小鬼 | 朱婧汐       | 朱婧汐                                        | 四季单曲NO.2-夏日单曲        |
| 2020年 | 10月31日 | Sunset   | 姚源         | 姚源                                          | 2020上海国际独立音乐季主题曲 |
| 2021年 | 1月21日  | 逃走的詩 |              |                                               | 初音未来「ListenING」        |

### 合作单曲
| 年份   | 日期    | 歌曲名稱   | 演唱者                                           | 作詞   | 作曲 | 备注               |
| 2020年 | 2月10日 | 一直到黎明 | 华语群星（包含罗志祥、李宇春、吴青峰等88位明星） | 毛不易 | 陆虎 | 群星合唱抗疫情歌曲 |

### 影视单曲
| 年份   | 日期    | 歌曲名稱       | 作詞       | 作曲   | 备注                         |
| 2020年 | 7月31日 | 逍遙記         |            |        | 動畫《魔道祖师Q》ED          |
| 2020年 | 9月6日  | 心动的信号     |            |        | 綜藝《心動的信號》同名主題曲 |
| 2021年 | 1月29日 | 我想要個男朋友 | Boomfisher | 陈少卿 | 短剧《做梦吧！晶晶》主題曲   |
| 2021年 | 6月10日 | 有風吹過真好   | 蘇晴       | 蘇晴   | 網剧《放學別走》片尾曲       |

### 個人单曲
| 年份   | 日期     | 歌曲名稱                     | 演唱者                            | 作詞   | 作曲   | 备注                            |
| 2020年 | 6月28日  | 不说谎恋人                   | Nono洪一诺                        | Cheryl | 高莹   | 网剧《不说谎恋人》片头曲        |
| 2020年 | 10月10日 | 七秒鐘的記憶                 | Pam徐嘉琳 （合作演唱者：鐘易軒）  | 徐良   | 徐良   | 《青春印記》企劃EP07            |
| 2021年 | 4月20日  | 拜托，请保持距离方圆十米之外 | Nono洪一诺 （合作演唱者：张洢豪） | 张洢豪 | 张洢豪 | 网剧《拜托了班长》主题曲/片尾曲 |

## 影視作品

### 网剧/电影
| 类型 | 戲劇名稱         | 播出平台 | 出演成員   | 角色   | 備註 |
| 电影 | 致命玩家         | 未知     | Pam徐嘉琳  | Nana   |      |
| 网剧 | 我和我的时光少年 | 未知     | Nono洪一诺 | 苏黛菲 |      |

### 专属綜藝
| 播出時間              | 播出平台 | 节目名称                   | 備註                       |
| 2020年3月5日-3月20日  | 腾讯视频 | 咕哩呱啦Cloud              | 短视频微综，云连线录制节目 |
| 2020年6月17日-        | Bilibili | 20号楼313                  | 微综艺                     |
| 2020年9月4日-10月22日 | 腾讯视频 | 大胆小鬼的夏日巡音冒險之旅 | 小团综                     |

### 常駐综艺
| 播出時間                       | 播出平台 | 节目名称            | 參與成員 | 備註                                                           |
| 2019年6月15日-8月24日          | 騰訊視頻 | 明日之子水晶時代    | 全员     | 入駐期數：第一期至第十期，最終以第2、7、9名出道綜藝            |
| 2020年5月29日-6月19日、7月23日 | 騰訊視頻 | 炙热的我们          | 全员     | 入駐期數：第一期至第四期、第八期                               |
| 2020年7月16日-8月16日          | 騰訊視頻 | 超新星運動會 第三季 | 全員     | 2020年7月16日起每週四晚20：00播出一集，8月14日至16日決賽直播。 |